# Фаррелл, Дэвид Майкл
Дэвид Майкл Фаррелл (англ. David Michael Farrell) (родился 8 февраля 1977 года), также известен как Феникс — бас-гитарист американской рок-группы Linkin Park.

## Биография
Дэвид Майкл Фаррелл (David Michael Farrell) aka Phoenix родился 8 февраля 1977 года в Плимуте, штат Массачусетс. Живёт в Лос-Анджелесе. Играть на гитаре Дэвида научила его мать, которая и сейчас остается его главным вдохновителем. Особое влияние на Феникса в детстве оказал его старший брат Джо. После того, как Дэвид переехал в Калифорнию, он начал играть в поп-панк-группе Tasty Snax, группе, которая позже была переименована в The Snax. Именно в этой группе он перешёл с гитары на бас-гитару. Потом он стал басистом в Xero, которая позже стала Hybrid Theory, a потом Linkin Park. Когда Феникс играл в Xero, он решил отправиться в тур со своей прежней группой The Snax, но после тура все равно продолжал играть в Xero.
Дэвид имеет высшее образование, он окончил Калифорнийский университет в Лос-Анджелесе. Когда Linkin Park только начинали существовать, Феникс и Брэд были соседями по комнате в университете и тренировались игре на гитаре вместе. Феникс написал несколько песен для альбома LP Hybrid Theory, а на концерте в Миннеаполисе 8 февраля 2010 года публика скандировала «Happy Birthday Phoenix». Он также умеет играть на многих музыкальных инструментах, включая скрипку, но отдает предпочтение 4- и 5-струнным бас-гитарам Ernie Ball Sting Ray, а также использует SWR Amplifiers. Дэвид довольно активный человек: он занимается боксом, любит играть в футбол, кататься на сноуборде и играть в гольф. Из музыки он предпочитает Weezer, The Beatles, Deftones, The Roots, Bob Marley, Сара Маклахлан, Hughes & Wagner .
28 декабря 2002 женился на Линси Фаррелл, в 2007 стал отцом. Старшая дочь — Рэган, средняя — Бруклин, младшая — Шайенн.

## Дискография
| Год  | Альбом              | Лейбл                                           |
| ---- | ------------------- | ----------------------------------------------- |
| 2000 | Hybrid Theory       | Warner Brothers Records                         |
| 2003 | Meteora             | Warner Brothers Records/Machine Shop Recordings |
| 2007 | Minutes to Midnight | Warner Brothers Records/Machine Shop Recordings |
| 2010 | A Thousand Suns     | Warner Brothers Records/Machine Shop Recordings |
| 2012 | Living Things       | Warner Brothers Records                         |
| 2014 | The Hunting Party   | Warner Brothers Records/Machine Shop Recordings |
| 2017 | One More Light      | Warner Brothers Records/Machine Shop Recordings |
| 2024 | From Zero           | Warner Brothers Records/Machine Shop Recordings |

## Дополнительные факты
- Фаррелл сделал 2 татуировки Феникса у себя на спине.